# Frank Stack
Frank Stack (* 1. Januar 1906 in Winnipeg; † 25. Januar 1987 ebenda) war ein kanadischer Eisschnellläufer.
Stack war von 1919 bis 1923 westkanadischer Juniorenmeister im Eisschnelllauf und wurde in den Jahren 1931, 1932 und 1938 nordamerikanischer Massenstart-Hallenmeister. Bei den Olympischen Winterspielen 1932 in Lake Placid holte er die Bronzemedaille über 10.000 m. Zudem belegte er dort den siebten Platz über 5000 m, sowie jeweils den vierten Rang über 500 m und 1500 m. Bei den Olympischen Winterspielen 1948 in St. Moritz lief er auf den 27. Platz über 1500 m und auf den sechsten Rang über 500 m und bei den Olympischen Winterspielen 1952 in Oslo auf den 12. Platz über 500 m. In den Jahren 1952 und 1960 war er als Trainer des kanadischen Eisschnelllaufteams tätig. Im Jahr 1966 nahm er das letztes Mal an den kanadischen Hallenmeisterschaften teil und belegte dabei drei zweite und zwei dritte Plätze. Insgesamt holte er sieben kanadische Meistertitel und wurde im Jahr 1974 in die Canada Sports Hall of Fame, sowie 1981 in die Manitoba Sports Hall of Fame aufgenommen.

## Persönliche Bestleistungen
| Disziplin | Zeit        | Datum            | Ort        |
| --------- | ----------- | ---------------- | ---------- |
| 500 m     | 43,6 s      | 30. Januar 1948  | St. Moritz |
| 1500 m    | 2:23,2 min  | 1952             |            |
| 5000 m    | 9:04,2 min  | 11. Februar 1934 | Kongsberg  |
| 10.000 m  | 19:00,0 min | 1952             |            |